# Zdeňka Baldová
Zdeňka Baldová (20 de febrero de 1885 - 26 de septiembre de 1958) fue una actriz de cine checa. Apareció en más de 60 películas entre 1921 y 1958.

## Filmografía
- The Inspector General (1933)
- Poslední muž (1934)
- Three Men in the Snow (1936)
- Morality Above All Else (1937)
- Lidé na kře (1937)
- Jiný vzduch (1939)
- Eva tropí hlouposti (1939)
- Arthur and Leontine (1940)
- Pacientka Dr. Hegla (1940)
- Auntie's Fantasies (1941)
- A Charming Man (1941)
- Valentin the Good (1942)
- Gabriela (1942)
- Rozina, the Love Child (1945)
- The Adventurous Bachelor (1946)
- Sign of the Anchor (1947)
- A Dead Man Among the Living (1949)
- Distant Journey (1949)
- Leave It to Me (1955)
- Focus, Please! (1956)